# 布麗姬
布麗姬或稱布麗基德、布里吉德、布里吉、在小說"鋼鐵德魯伊"譯為布莉德（Brigit、Brighit、Brid、Briid、Brigid，發音/ˈbrɪ.dʒɪd/、/ˈbriː.ɪd/，在愛爾蘭語中有尊貴的意思）是凱爾特神話中愛爾蘭神話裡地位十分尊貴的女神，擁有多種能力包括生育、死亡、農牧、火、光輝、春季、醫術、詩歌。有人認為布麗姬就是黎明女神歐諾拉，天主教傳入愛爾蘭後，修女聖布麗姬與此位女神的形象逐漸混合。聖燭節是布麗姬的紀念節日。

## 介紹
基督教傳入愛爾蘭之前布麗姬一直是普遍被信仰且重要的愛爾蘭神祇，是個三相女神，司生育、死亡、農牧、火、光輝、春季、醫術、詩歌，是個擁有多樣能力的女神。
她的名字來自愛爾蘭語的崇拜之人或高貴之人。在凱爾特的神多半會轉生，布麗姬就是父親達哥達的母親達奴的轉世，普遍認為布麗姬的身分十分尊貴。
布麗姬在凱爾特族十分廣泛，在基督教傳入愛爾蘭時基督教士將聖布麗姬混合。在基督教教堂擺放五芒星的異教象徵，布麗姬同時是古老的民間信仰與基督教的信仰融合。在愛爾蘭類似這樣的現象還有傳教士聖派翠克。
基督徒科馬克所著的《科馬克詞彙表》，描述十世紀布麗姬是詩人崇拜的女神，她有兩個姐妹Brigid the healer和 Brigid the smith。這表示布麗姬可能是個三相神。
在《莫伊茲拉之役》文本中，布麗姬將哭泣與詩歌結合，為自己被弗摩爾殺死的兒子若拉丹哀悼。
聖布麗姬是女神布麗姬的基督教化，聖燭節是一個關於聖布麗姬的節日，象徵著春天的到來。愛爾蘭的四節日之一。

## 家族關係
愛爾蘭之書（LeborGabálaÉrenn）中提到布麗姬是達南神族達哥達和一名詩人的女兒，達格達有三個女兒都取名為布麗姬，三位通常被混淆成一位，如同布麗姬的三面形象。
同父異母的兄弟姊妹有安格斯、鮑伯·德格、塞漫特、米迪爾、艾德。他的丈夫是布雷斯，育有一個兒子若拉丹（Rán）。

## 布麗姬與聖布麗姬

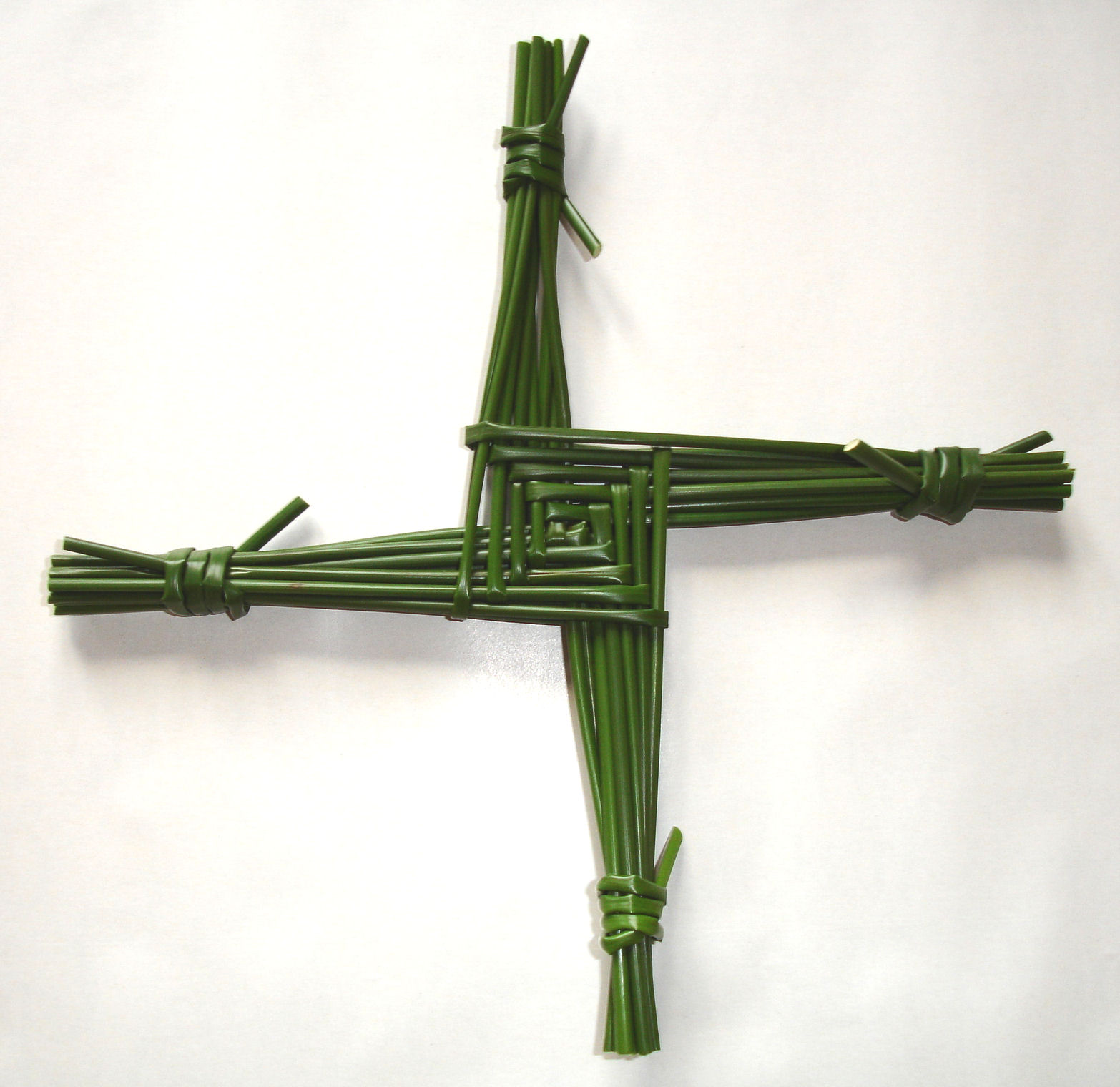
用小麥桿編織的布麗姬十字

在中世纪，女神布麗姬与同名的天主教修女聖布麗姬融合。据中世纪聖帕梅拉·伯傑（Pamela Berger, Christian） 的说法，基督傳教士無法根除居民的信仰，於是將同名的基督徒給聖人化，漸漸的聖布麗姬與布麗姬的形象合而唯一。
聖布麗姬與「永恆的聖火」也有所關連，吉拉尔德·坎布伦斯和其他历史学家们認為，任何男人試圖接觸聖布麗姬時會被聖火包圍並受到詛咒瘋狂而死，在愛爾蘭基爾達爾的教堂，由19名修女日夜拿者聖火，象徵者聖布麗姬與永恆的聖火。

古代印歐的基督徒的女牧師和貞潔無瑕的，永恆的聖火是靈性的表現特徵，其他例子包括罗马女神维斯塔和其他的壁炉女神，如赫斯提亞。
無論是女神布麗姬還是聖布麗姬都和聖井有關，在基爾代爾和凱爾特人的一些地方，他們會在飾井節時將苏格兰甜糕（一種水果布丁）擺在克洛米特井旁邊的樹上來崇拜布麗姬

## 節日
- 聖燭節（Imbolc 在凱爾特語的原意為「孕育中」或稱布麗姬日）- 在每年的2月1號或2月2號，對愛爾蘭居民來說這是女神布麗姬的紀念日，象徵春天的開始，聖燭節的名稱出自於居民會在此日整理一年的蠟燭並整理打掃房子，晚上會點蠟燭讓其燃燒一個晚上象徵淨化與整潔一整年，也會在今天用稻草或小麥桿來編織布麗姬十字掛在家中能淨化心靈與豐收，對愛爾蘭居民來說是重要的日子[16]；天主與基督教徒也將此同化成聖母瑪麗雅的節日。

## 其他名稱和詞源
有關布麗姬（古愛爾蘭語：Brigit，發音：[briʝidʲ]）的詞源自1948年拼寫改革布麗姬在歐洲語言體系的名稱從中世紀拉丁語第一次出現到現在的相關名稱和意思
有用在地名的名稱
- Ffraid （威爾士）原詞為Braid是安格尔西岛上一條河流的名稱（在威尔士语中本詞Braid在Sant的「T」之後會發生音變。類似的例子有圣布里奇村（英语：St Brides）（Saint Bride's Village）和圣布里奇教堂（Llansantffraid-ym-Mechain）[17]）
- Brigantia （布吉提亞（英语：Brigantia ((ancient_region))）），凱爾特地名
- Brigantia （貝坦索斯，西班牙語：Betanzos），前加利西亞，現西班牙西部的一座城市名稱
- Bragança （布拉干薩），前加利西亞，現在葡萄牙東北部的一座城市名稱
- Braga （布拉加），前加利西亞，現葡萄牙北部的一座城市名稱
- Bregenz（布雷根茨），奥地利西部的一座城市的名稱

命名
- St Brigid  - 聖布麗姬，天主教聖人，參考章節布麗姬與聖布麗姬
- Brigantia  - 布吉提亞（英语：Brigantia (goddess)），凱爾特女神
- Maman Brigitte - 瑪曼布麗姬（英语：Maman Brigitte），巫毒教中融合聖布麗姬和抹大拉的馬利亞的羅亞（英语：Loa）

不同名稱
- Breo Saighead - 出現於科馬克詞彙表中的民間詞源（英语：folk etymology），但這不被語言學家認同[18]
- Brid、Bride - 蘇格蘭
- Berecyntia、Brig、 Brigandu、 Brigantia - 高盧
- Brigindo - 瑞士